# Луций Елий Туберон (историк)
Луций Елий Туберон (на латински: Lucius Aelius Tubero) e офицер и историк през 58 пр.н.е.
Произлиза от плебейската фамилия Елии, клон Туберон. Роднина и приятел е с Цицерон.